# Maria de Medeiros
Maria de Medeiros Esteves Vitorino de Almeida (født 19. august 1965) er en portugisisk skuespiller og filminstruktør, der har været involveret i europæiske såvel som amerikanske film, bl.a. Pulp Fiction, Henry & June, Midsummer Madness, m.fl.